# Las Plumas
Las Plumas (spanyol nevének jelentése: a tollak) Argentína Mártires megyéjének székhelye.

## Fekvése
A település, amely Argentína egyik legkisebb megyeszékhelye, az ország déli, Patagónia északi, azon belül Chubut tartomány középső részén található a Chubut folyó középső völgyszakaszában, a folyó bal partján. A tartomány fővárosától mintegy 210 km-re nyugatra található. A falut érinti a 25-ös főút, amely kelet felé a tartományi fővárossal köti össze, nyugaton pedig majdnem az Andokig elér.
A településnél két híd is található a Chubut folyón: egy régi, keskeny, és egy újabb, a főút hídja.
Az éghajlat száraz, a szél általában erős. A környéken tipikus patagóniai sztyeppék terülnek el.

## Története
A térségben a 19. században walesi bevándorlók telepedtek le, akik 1885-ben az általuk Dol Brunak nevezett helyen élő indiánokkal kereskedtek: az indiánok tollakat és guanakóhúst adtak cserébe kenyérért és zsírért. Maga a bru szó is tollat jelent walesi nyelven, innen származik a mai spanyol név is. A mai település megszületését, amely a Puerto Madryn és ezen völgy közötti vasúti összeköttetés kiépítésének köszönhető, 1887-re teszik.

## Nevezetességek
Aki kelet felől érkezik a faluba, rögtön meglátja a település fő nevezetességét: egy két méter magas, 14 méter hosszú, félhold alakú betonfalat, amelyre domborműves technikával egy hatalmas festményt készítettek. Ez a festmény indiánok fejét ábrázolja, és a környék őslakóinak tiszteletére készült. Egyik fő alkotója Cristina Therzaghi volt, de részt vett a munkákban a falu lakossága is. Az alkotás 2004 januárjában készült el.

## Képek

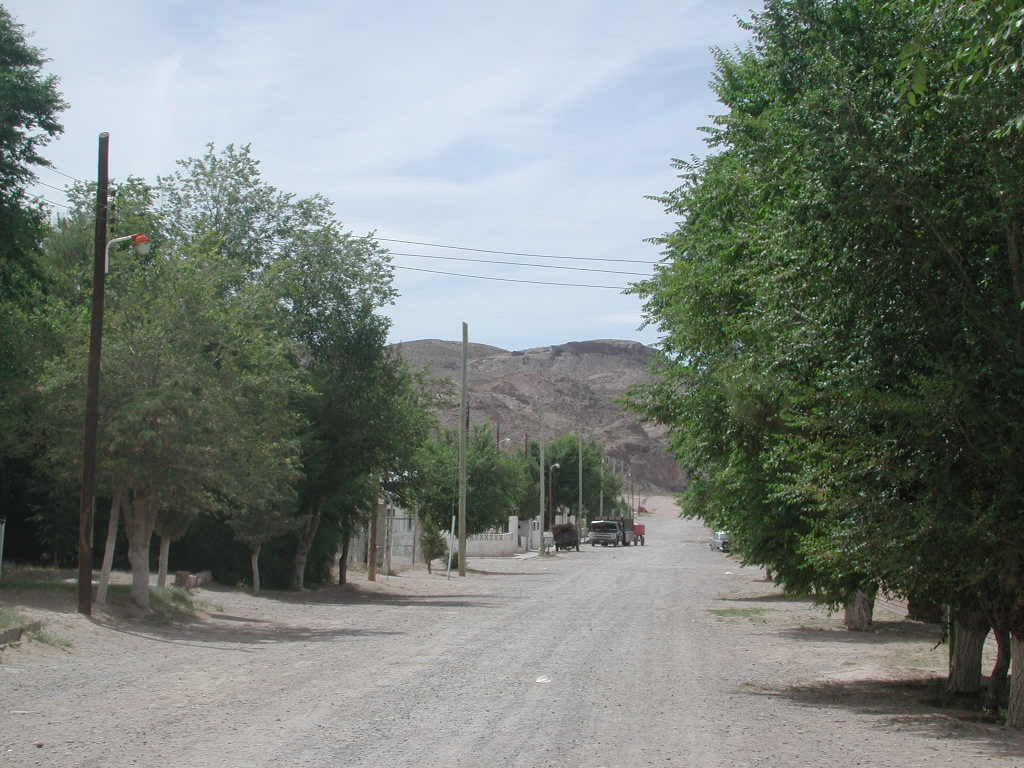
Utcakép
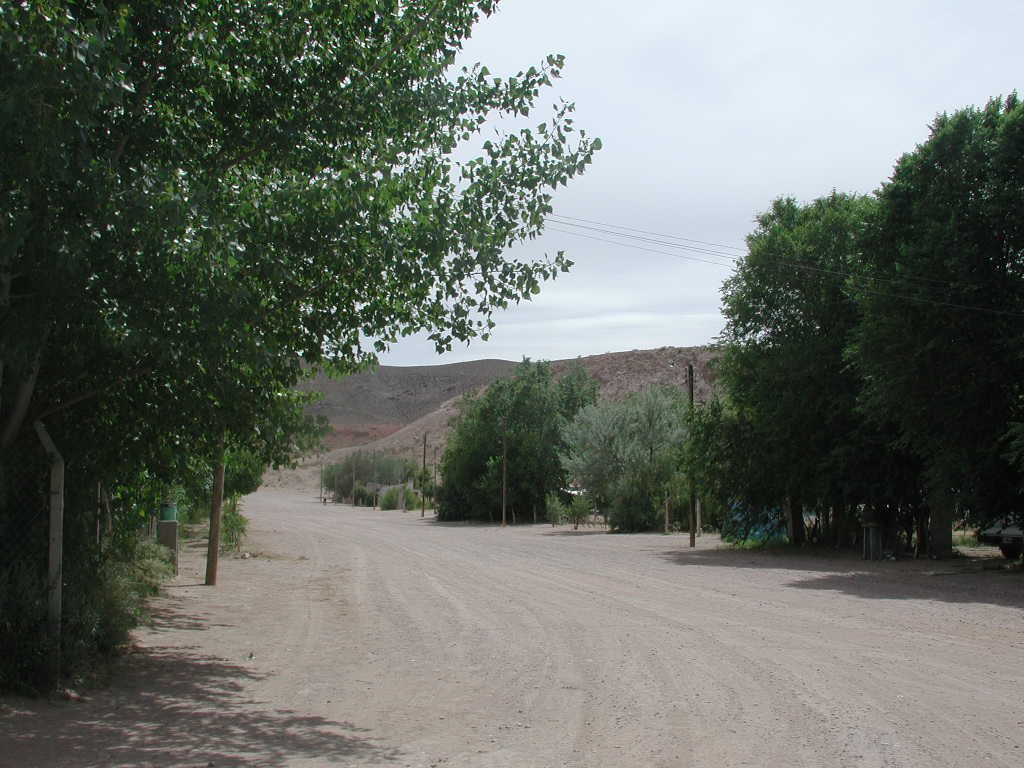
Utcakép
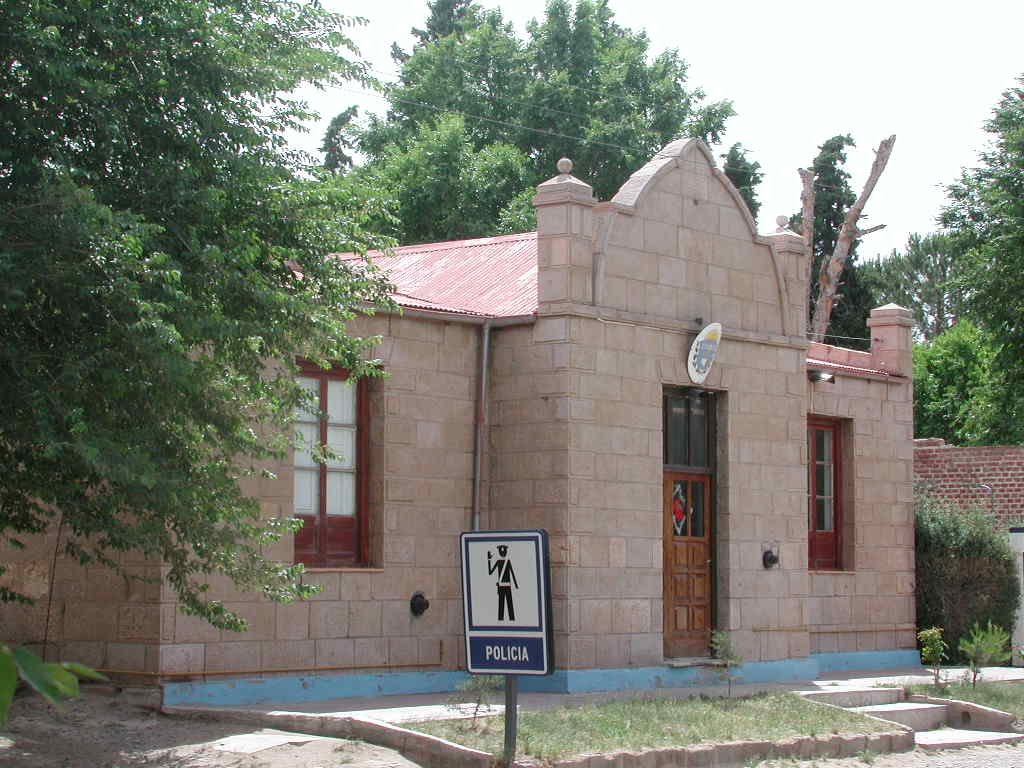
Rendőrségi épület
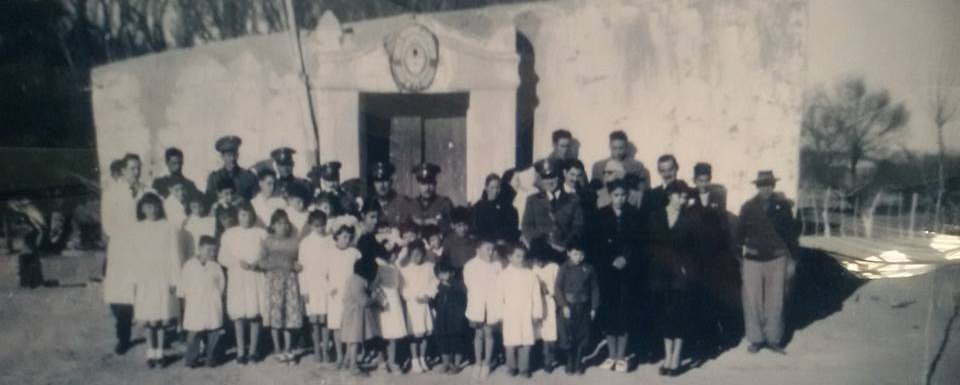
A 77. számú iskola az 1930-as években